# ポップスリー
ポップスリーは、お侍ちゃん、ミヤシタガク、メカイノウエ、テラシマニアック、頼知輝、浜辺のウルフが共同主催・出演するお笑いライブである。

## 概要
毎月、SMAのお笑い専門の劇場「千川びーちぶ」で開催。
2015年、テラシマニアック、頼知輝、メカイノウエの3名でスタート。
2016年5月6日より、ミヤシタガク、浜辺のウルフ、お侍ちゃんが加入。毎月レギュラーメンバー6名が新ネタを3本披露するライブとして「千川びーちぶ」にて19時30分開演で再スタート。
2019年7月以降は22時から新ネタを2本披露するライブとなった。
2020年4月からはYouTubeのフカマチプラットフォームチャンネルからトーク配信も開始した。